# Референдум о независности Македоније
Референдум о независности Македоније одржан је 8. септембра 1991. године. Излазност је била 75,7%. Од 1.132.595 изашлих гласача њих 96,4% било је за независност, а 3,6% против. Референдумско питање је гласило: Да ли сте за суверену и независну Македонију, с правом удруживања с независним државама Југославије? (мкд. Дали сте за суверена и независна држава Македонија, со право на влез во иден сојуз на суверени држави на Југославија?). Македонија је убрзо након референдума постала суверена и независна држава.